# على أبواب بغداد (رواية)
على أبواب بغداد رواية للكاتب قاسم حول تتحدث عن أحوال العراق خلال غزو العراق عام 2003 والمآسي والويلات التي لاقت العراق من نهب وسلب وحل الجيش العراقي والقتل والجرائم وشركات الحماية مثل بلاك ووتر وغيرها، والظلم على الشعب والقوات الإمريكية والتحالف العالمي وما صاحب ذلك من ورود تكنولوجيا حديثة وعتاد للحرب.

## القصة
الرواية تتحدث عن عبد الله الشاب العراقي الأصيل والذي يعمل مصورا على الجبهات القتالية في التلفاز العراقي منذ الحرب العراقية الإيرانية وإلى حرب الخليج الثانية وفي الحرب الحالية, والذي فقد أخوه يحير خلال حرب إيران ومات أبوه صغيرا وليس لديه سوى راتبه وبيته في بغداد ووالدته الغالية عليه والتي لا تنفك تصر عليه أن يتزوج وهو يؤجل حتى تتحسن الأوضاع.

## شخصيات الرواية
- عبد الله المصور والصحفي في التلفاز وبطل الرواية
- أم عبد الله.
- أحمد عامل الأرشيف في الإذاعة.
- العريف عبد القادر, العسكري المتقاعد في البصرة.
- جيمي أحد أفراد شركة بلاك ووتر.